# Listă de filme australiene din 2002
Aceasta este o listă de filme australiene din 2002:

## Lista
| Titlu                                                         | Regizor               | Actori | Gen                         | Note                                                                                              |
| ------------------------------------------------------------- | --------------------- | --- | --------------------------- | ------------------------------------------------------------------------------------------------- |
| Absolution                                                    | Andrew Lawrence       | | film scurt                  | IMDb                                                                                              |
| Angus                                                         | Nick Moore, Ann Nolan | | Short                       | (Won creative excellence in Melbourne International Film Festival) IMDb                           |
| The Arsonist's Riddle                                         | Ben West              | | film scurt de animație      | IMDb                                                                                              |
| The Asian Turtle Crisis                                       | Elke Taylor           | | film scurt documentar       | IMDb                                                                                              |
| Australia: Land Beyond Time                                   | David Flatman         | | film scurt documentar       | IMDb                                                                                              |
| Australian Rules                                              | Paul Goldman          | Kevin Harrington |                             |                                                                                                   |
| Avoca                                                         | Nerida Moore          | |                             | IMDb                                                                                              |
| Baggage Claim                                                 | Kate Riedl            | | film scurt dramatic         | IMDb                                                                                              |
| The Bald and the Beautiful                                    | Julie Nemcich         | film scurt documentar |                             | IMDb                                                                                              |
| Beast                                                         | Prue Dudley           | | Short                       | IMDb                                                                                              |
| The Beat Goes On                                              | Stephen Vagg          | | film scurt                  | IMDb                                                                                              |
| Beginnings                                                    | Husein Alicajic       | |                             | IMDb                                                                                              |
| Beneath Clouds                                                | Ivan Sen              | |                             |                                                                                                   |
| Bin Can Can                                                   | Steve Agland          | | Short animation/ Musical    | IMDb                                                                                              |
| The Birthday Party                                            | Samantha Rebillet     | | Short drama                 | IMDb                                                                                              |
| Bitzitulebocques                                              |                       | | film scurt                  |                                                                                                   |
| Black and White                                               | Craig Lahiff          | Ben Mendelsohn, David Ngoombujarra, Robert Carlyle, Charles Dance | dramatic                    | 2003 AFI Best Actor in Supporting Role IMDb                                                       |
| Black Talk                                                    | Wayne Blair           | | film scurt (12min)          | Won Australian Short Film at the 2003 Sydney Film Festival IMDb                                   |
| Blurred                                                       | Evan Clarry           | | Drama/Comedy                | Nom. 2003 AFI for Best Screenplay, Adapted IMDb                                                   |
| Blow                                                          | Marie Craven          | | film scurt dramatic         | IMDb                                                                                              |
| Boomerang                                                     | Carla Drago           | Sarah Aubrey, Tom Long, Anthony Jensen, Matthew Grossman | Short/Comedy                | Won 4 2002 Tropfest awards IMDb                                                                   |
| Broken Allegiance                                             |                       | | Short                       |                                                                                                   |
| Cane-Toad: What Happened to Baz?                              |                       | |                             |                                                                                                   |
| CH Jones: The World's Most Hated Food                         |                       | |                             |                                                                                                   |
| China Face                                                    |                       | |                             |                                                                                                   |
| Choosing Exile: In the Footprints of a Stranger               |                       | |                             |                                                                                                   |
| Chris, Not Krishna, Calling                                   |                       | |                             |                                                                                                   |
| Chrono-logic                                                  |                       | |                             |                                                                                                   |
| Chrysalis                                                     |                       | |                             |                                                                                                   |
| Clouds Weep on the Greenness                                  |                       | |                             |                                                                                                   |
| Code 2                                                        |                       | |                             |                                                                                                   |
| Contact                                                       |                       | |                             |                                                                                                   |
| Crackerjack                                                   | Paul Moloney          | Mick Molloy, Bill Hunter, Frank Wilson, Monica Maughan, John Clarke, Lois Ramsey, Samuel Johnson, Judith Lucy, Cliff Ellen, Bob Hornery, Peter Aanensen, Esme Melville, John Flaus, Lois Collinder, Paul McCarthy, Teague Rook, Dino Marnika, Robyn Butler, Brett Swain, Lew Luton, Denis Moore, Tim Sullivan, Tony Martin, Christopher Kirby, Steve Hutchinson, Greg Francis, Andrew Gilmour, Stuart Baker, Earl Francis, Pete Smith |                             |                                                                                                   |
| Crazy Richard                                                 |                       | |                             |                                                                                                   |
| The Creepy Crawleys                                           |                       | |                             |                                                                                                   |
| The Crocodile Hunter: Collision Course                        | John Stainton         | Steve Irwin, Terri Irwin, Magda Szubanski, David Wenham, Lachy Hulme, Aden Young, Kenneth Ransom, Kate Beahan, Steve Bastoni, Steven Vidler, Alyson Standen, Alex Ruiz, David Franklin, Robert Coleby |                             |                                                                                                   |
| Daddy Boy                                                     |                       | |                             |                                                                                                   |
| Dances with Emus                                              |                       | |                             |                                                                                                   |
| Dark Age of Light: Episode 01                                 |                       | |                             |                                                                                                   |
| De l'autre côté                                               |                       | |                             |                                                                                                   |
| Dig                                                           |                       | |                             |                                                                                                   |
| Dirty Deeds                                                   | David Caesar          | Bryan Brown, Toni Collette, John Goodman, Sam Neill, Sam Worthington, Kestie Morassi, William McInnes, Andrew S. Gilbert, Garry Waddell, Felix Williamson, Derek Amer, Laeni Baille, Rudi Baker, Bille Brown, Michael Brownjohn, Joanne Cahill, Paul Chubb, Ray Devitt, Tim Draxl, Gabriel Egan, Nathan Grunert, Alan Hennessy, Brett Hicks-Maitland, Dan Holliday, Sam Jacobson, Toni Jaye, Anthony Johnsen, Holly Jones, Shane McNamara, John McNeill, Chris Moody, Angelo Parisi, Tim Rogers, Andy Kent, Russell Hopkinson, David Lane, Tony Hicks                                                                                       |                             |                                                                                                   |
| Dog's Day                                                     |                       | |                             |                                                                                                   |
| The Doppelgangers                                             |                       | |                             |                                                                                                   |
| East Timor: Birth of a Nation - Rosa's Story                  |                       | |                             |                                                                                                   |
| Eloise                                                        |                       | |                             |                                                                                                   |
| Enough                                                        |                       | |                             |                                                                                                   |
| Eve of Adha                                                   |                       | |                             |                                                                                                   |
| F.A.                                                          |                       | |                             |                                                                                                   |
| Family Affair                                                 |                       | |                             |                                                                                                   |
| Fashion Victim                                                |                       | |                             |                                                                                                   |
| Finding Joy                                                   |                       | |                             |                                                                                                   |
| Flat                                                          |                       | |                             |                                                                                                   |
| The Flying Nut                                                |                       | |                             |                                                                                                   |
| Fond Memories of Cuba                                         |                       | |                             |                                                                                                   |
| Free                                                          |                       | |                             |                                                                                                   |
| From Deep It Came                                             |                       | |                             |                                                                                                   |
| Garage Days                                                   | Alex Proyas           | Kick Gurry, Maya Stange, Pia Miranda, Russell Dykstra, Brett Stiller, Chris Sadrinna, Andy Anderson (actor), Marton Csokas, Tiriel Mora, Holly Brisley |                             |                                                                                                   |
| The Gas Club                                                  |                       | |                             |                                                                                                   |
| Godmode                                                       |                       | |                             |                                                                                                   |
| Guardian                                                      |                       | |                             |                                                                                                   |
| Guru Wayne                                                    |                       | |                             |                                                                                                   |
| Half Sister                                                   |                       | |                             |                                                                                                   |
| The Hard Word                                                 |                       | |                             |                                                                                                   |
| Helga                                                         |                       | |                             |                                                                                                   |
| Help Me                                                       |                       | |                             |                                                                                                   |
| Her Outback                                                   |                       | |                             |                                                                                                   |
| Hetty                                                         |                       | |                             |                                                                                                   |
| High Street Love Story                                        |                       | |                             |                                                                                                   |
| Hommes du jour                                                |                       | |                             |                                                                                                   |
| Horses: The Story of Equus                                    |                       | |                             |                                                                                                   |
| How Am I Driving                                              |                       | |                             |                                                                                                   |
| I Love U                                                      |                       | |                             |                                                                                                   |
| Impressions                                                   |                       | |                             |                                                                                                   |
| In Blood                                                      |                       | |                             |                                                                                                   |
| In the Dark We Live                                           |                       | |                             |                                                                                                   |
| Indefinable Moods                                             |                       | |                             |                                                                                                   |
| The Inside Story                                              |                       | |                             |                                                                                                   |
| Into the Night                                                |                       | |                             |                                                                                                   |
| Invitation                                                    |                       | |                             |                                                                                                   |
| Island Rescue                                                 |                       | |                             |                                                                                                   |
| Jack                                                          |                       | |                             |                                                                                                   |
| Joe Bus                                                       |                       | |                             |                                                                                                   |
| Kabbarli                                                      |                       | |                             |                                                                                                   |
| Karmarama                                                     |                       | |                             |                                                                                                   |
| Lamb                                                          |                       | |                             |                                                                                                   |
| The Last Breadbox                                             |                       | |                             |                                                                                                   |
| The Last Drop                                                 |                       | |                             |                                                                                                   |
| Late Night Shopper                                            |                       | |                             |                                                                                                   |
| Leunig: How Democracy Actually Works                          |                       | |                             |                                                                                                   |
| Life at the End of the Rainbow                                |                       | |                             |                                                                                                   |
| Love Story                                                    |                       | |                             |                                                                                                   |
| Lucky Day                                                     |                       | |                             |                                                                                                   |
| Making Venus                                                  |                       | |                             |                                                                                                   |
| The Merchant of Fairness                                      |                       | |                             |                                                                                                   |
| Mother of an Attitude                                         |                       | |                             |                                                                                                   |
| Murbah Swamp Beer                                             |                       | |                             |                                                                                                   |
| New Skin                                                      |                       | |                             |                                                                                                   |
| The Nugget                                                    | Bill Bennett          | Eric Bana, Stephen Curry, Dave O'Neil, Belinda Emmett, Peter Moon, Vince Colosimo, Max Cullen, Karen Pang, Sallyanne Ryan, Alan Brough, Jeff Truman, Chris Haywood, Jean Kitson, Glenda Linscott, Jane Hall, Hugh Bateman, Owen Bates, Alan Bennett, Henry Bennett, Nellie Bennett, Megan Bice, Bruce Chan, Mick Cleary, Jennifer Cluff, Mark Coric, Linda Cropper, Scott Etherington, Rod Fuller, Ross Granata, George Hamilton, Daryl Honeysett, Libby Howarth, Charmaine Hurrell, Phillip Ko, Stephen Lombardi, Rebecca Macy, Kathryn Maloney, Scott McGregor, Rachel Murdoch, Joshua O'Brien, Matthew Riley, Ruby Sitton, Michael Terry |                             |                                                                                                   |
| Of All Great Forces                                           |                       | |                             |                                                                                                   |
| Once                                                          |                       | |                             |                                                                                                   |
| Only                                                          |                       | |                             |                                                                                                   |
| The Only Person in the World                                  |                       | |                             |                                                                                                   |
| Ordinary People                                               |                       | |                             |                                                                                                   |
| The Original Mermaid                                          |                       | |                             |                                                                                                   |
| Other People                                                  |                       | |                             |                                                                                                   |
| The Pact                                                      |                       | |                             |                                                                                                   |
| Pillion                                                       |                       | |                             |                                                                                                   |
| The Projectionist                                             |                       | |                             |                                                                                                   |
| Q                                                             |                       | |                             |                                                                                                   |
| Quentin                                                       |                       | |                             |                                                                                                   |
| The Quiet American                                            | Phillip Noyce         | Michael Caine, Brendan Fraser, Do Thi Hai Yen, Rade Serbedzija, Tzi Ma, Robert Stanton, Holmes Osborne, Quang Hai, Ferdinand Hoang, Pham Thi Mai Hoa, Mathias Mlekuz, Kevin Tran, Lap Phan, Tim Bennett, Jeff Truman, Hong Nhung, Ha Phong Nguyen, Navia Nguyen, Lucia Noyce, Hiliary Douglas, Daniel Hung, Kim Hoan Nguyen, Mai Nguyen Trinh, Pham Trong, Tran Do Luc, Cong Nguyen, George Mangos, Natasha Hunter, Martine Monroe, Jose De la Vega, Roland Rohrer, Susan Parry, Anh Dung Nguyen, Peter Holdsworth, Ngoc Tuan Hoang |                             |                                                                                                   |
| The Silence of Angels                                         |                       | |                             |                                                                                                   |
| Rabbit-Proof Fence                                            | Phillip Noyce         | Everlyn Sampi, David Gulpilil, Kenneth Branagh | Dramatic                    | AACTA Award for Best Film                                                                         |
| Rainbow Bird and Monster Man                                  |                       | |                             |                                                                                                   |
| The Real Thing                                                |                       | |                             |                                                                                                   |
| Return to Never Land (a.k.a. Peter Pan: Return to Never Land) | Robin Budd            | Harriet Owen, Blayne Weaver, Corey Burton, Jeff Bennett, Kath Soucie, Roger Rees, Spencer Breslin, Bradley Pierce, Aaron Spann, Dan Castellaneta, Jim Cummings, Rob Paulsen, Clive Revill, Frank Welker, Wally Wingert |                             |                                                                                                   |
| The Rotting Woman                                             |                       | |                             |                                                                                                   |
| Roundabout                                                    |                       | |                             |                                                                                                   |
| Running Down These Dreams                                     |                       | |                             |                                                                                                   |
| Schtick Happens                                               |                       | |                             |                                                                                                   |
| Search                                                        |                       | |                             |                                                                                                   |
| Searching for Mr Right.Com                                    |                       | |                             |                                                                                                   |
| Secret Bridesmaids' Business                                  |                       | |                             |                                                                                                   |
| Shadow Play: Indonesia's Year of Living Dangerously           |                       | |                             |                                                                                                   |
| Shhh.......                                                   |                       | |                             |                                                                                                   |
| The Shot                                                      |                       | |                             |                                                                                                   |
| Show and Tell                                                 |                       | |                             |                                                                                                   |
| Signs of Life                                                 |                       | |                             |                                                                                                   |
| Sisters of St John of God                                     |                       | |                             |                                                                                                   |
| Six Days Straight                                             |                       | |                             |                                                                                                   |
| Sixth Scent                                                   | Petrina Buckley       | Petrina Buckley, Mark Jensen, Stephen Bach | Short / Comedie             |                                                                                                   |
| Size Does Matter                                              |                       | |                             |                                                                                                   |
| Sketch                                                        |                       | |                             |                                                                                                   |
| Something About AJ                                            |                       | |                             |                                                                                                   |
| Stranger in the Family                                        |                       | |                             |                                                                                                   |
| Stuffed Bunny                                                 |                       | |                             |                                                                                                   |
| Stump                                                         |                       | |                             |                                                                                                   |
| Suburban Nightmare                                            |                       | |                             |                                                                                                   |
| Sugar Inc.                                                    |                       | |                             |                                                                                                   |
| Surviving Shepherd's Pie                                      |                       | |                             |                                                                                                   |
| Sway                                                          |                       | |                             |                                                                                                   |
| Sweet Dreams                                                  |                       | |                             |                                                                                                   |
| Swimming Upstream                                             | Russell Mulcahy       | Geoffrey Rush, Judy Davis, Jesse Spencer, Tim Draxl, Deborah Kennedy, David Hoflin, Craig Horner, Brittany Byrnes, Mitchell Dellevergin, Thomas Davidson, Kain O'Keeffe, Robert Quinn, Keeara Byrnes, Mark Hembrow, Simon Burvill-Holmes, Bob Newman, Andrew Nason, Barrie Young, Michael Earnshaw, Remi Broadway, Melissa Thomas, Andrew Booth, Brett Bullock, Todd Leigh, Steven O'Donnell, Christopher Morris, Anneliese Fegan, Gyton Grantley, Tudor Vasile, Dayle Marriott, Courtney Ayre, Joanne Dobbin, Todd Levi, Russell Krause, Ron Kelly, Murray Rose, Paul Raynor, Justine Anderson, Dawn Fraser, Bruce Shapiro, Luke Wright    |                             |                                                                                                   |
| Tales from the Powder Room                                    |                       | |                             |                                                                                                   |
| Teesh and Trude                                               |                       | |                             |                                                                                                   |
| Tempe Tip                                                     |                       | |                             |                                                                                                   |
| Terminal Trance                                               |                       | |                             |                                                                                                   |
| The Thing in the Roof                                         |                       | |                             |                                                                                                   |
| Ticket to Jerusalem                                           |                       | |                             |                                                                                                   |
| Till Human Voices Wake Us                                     |                       | |                             |                                                                                                   |
| The Tracker                                                   | Rolf de Heer          | David Gulpilil, Gary Sweet |                             |                                                                                                   |
| Tragic Love                                                   |                       | |                             |                                                                                                   |
| Tre per sempre                                                |                       | |                             |                                                                                                   |
| The Trials of Henry Kissinger                                 |                       | |                             |                                                                                                   |
| Trojan Warrior                                                |                       | |                             |                                                                                                   |
| Two Thirds Sky: Artists in Desert Country                     |                       | |                             |                                                                                                   |
| The Visitor                                                   | Dan Castle            | | Short/Drama/Mystery (30min) | Nom. 2003 AFI Best Short Fiction Film, Won 2 2002 Seattle Lesbian & Gay Film Festival awards IMDb |
| Wait 'Til Your Father Gets Home                               | Martin Wilson         | Mike Dorsey, Luke Hewitt, Deborah Kennedy, Barry Langrishe, Tamblyn Lord, Kyle Morrison | Short                       | IMDb                                                                                              |
| Walking on Water                                              | Tony Ayres            | Vince Colosimo, Maria Theodorakis | Comedy drama                | IMDb                                                                                              |
| The War of Jenkins Ear                                        | David Napier          | | film dramatic scurt         | IMDb                                                                                              |
| Warriors of Virtue: The Return to Tao                         | Michael Vickerman     | Jeff Carrara, Kevin Smith, Nathan Phillips, Nina Liu, Shedrack Anderson III, Fusen Chen, Xiongwei Chen, Zhu Chen, Carla Deaton, Shuntian Guan, Tian Le, Jonathan Tex Levitt, Ying Liang, Bao Cheng Li, Jianquo Li, Brendon Lin, Yadong Li, Marina, Jiaolong Sun, Tak | Fantasy                     | IMDb                                                                                              |
| Wash Dark Colors Separately                                   | Chee Lam              | | film scurt                  | IMDb                                                                                              |
| Wasted on the Young                                           | Keri Light            | | film de comedie scurt       | IMDb                                                                                              |
| The Way Back                                                  | Samuel MacGeorge      | |                             | IMDb                                                                                              |
| A Wedding in Ramallah                                         | Sherine Salama        | | Documentar                  | IMDb                                                                                              |
| Weeping Willow                                                | Adrian Wills          | | film dramatic scurt         | IMDb                                                                                              |
| Whispering in the Dark                                        | Lynne B. Williams     | | film dramatic scurt         | IMDb                                                                                              |
| Wilfred                                                       |                       | |                             |                                                                                                   |
| Window Shopper                                                |                       | |                             |                                                                                                   |
| Your Brother, My Tidda                                        | Kelrick Martin        | | documentar scurt            | IMDb                                                                                              |
| ZTS: State of Entropy                                         | Stefanos Stefanidis   | | Drama                       | IMDb                                                                                              |